# Stan Charlton
Stanley Charlton, detto Stan (Exeter, 28 giugno 1929 – Dorchester, 20 dicembre 2012), è stato un calciatore inglese, di ruolo difensore.

## Biografia
Il suo omonimo padre fu a sua volta un calciatore professionista.

## Caratteristiche tecniche
Era un terzino destro.

## Carriera

### Giocatore

#### Club
Nel 1952, dopo aver giocato nei semiprofessionisti del Bromley, va a giocare nella terza divisione inglese con il Leyton Orient, con cui all'età di 23 anni esordisce quindi tra i professionisti. Nel novembre del 1955 dopo complessive 151 presenze ed una rete, tutte in terza divisione, si trasferisce insieme al compagno di squadra Vic Groves all'Arsenal, club di prima divisione, con cui rimane per tre stagioni e mezzo disputando in totale 99 partite in questa categoria, a cui aggiunge due presenze nella Coppa delle Fiere 1955-1958 con il London XI (le due partite di semifinale contro gli svizzeri del Losanna).
Nell'estate del 1958 fa ritorno al Leyton Orient, che nel frattempo da un biennio giocava in seconda divisione: qui, al termine della stagione 1961-1962 contribuisce alla conquista anche la prima promozione in prima divisione nella storia del club. La permanenza in massima serie del club dura comunque solamente una stagione, dopo la quale Charlton continua però a giocare in seconda divisione, fino al termine della stagione 1964-1965, quando all'età di 36 anni si ritira.
In carriera ha totalizzato complessivamente 466 presenze e 2 reti nei campionati della Football League.

#### Nazionale
Venne convocato per i Giochi Olimpici del 1952, nei quali non scese però mai in campo.

### Allenatore
Dal 1965 al 1972 ha allenato i semiprofessionisti del Weymouth, in Southern Football League (all'epoca una delle principali leghe calcistiche inglesi al di fuori della Football League), campionato che ha anche vinto nella stagione 1965-1966.

## Palmarès

### Allenatore

#### Competizioni nazionali
- Southern Football League: 1

Weymouth: 1965-1966